# Cửa hàng đồ sắt

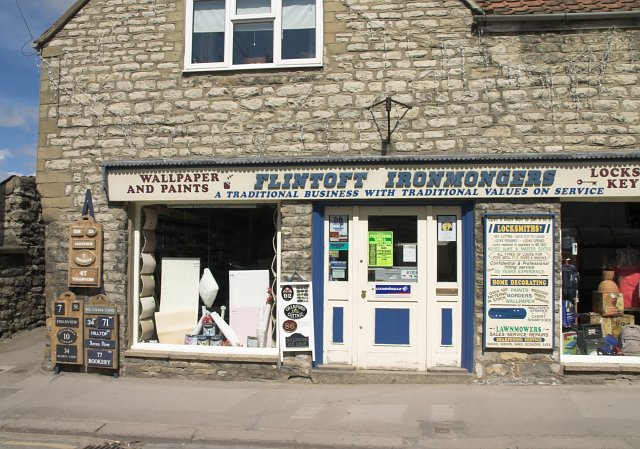
Một cửa hàng đồ sắt ở Pickering, Bắc Yorkshire.

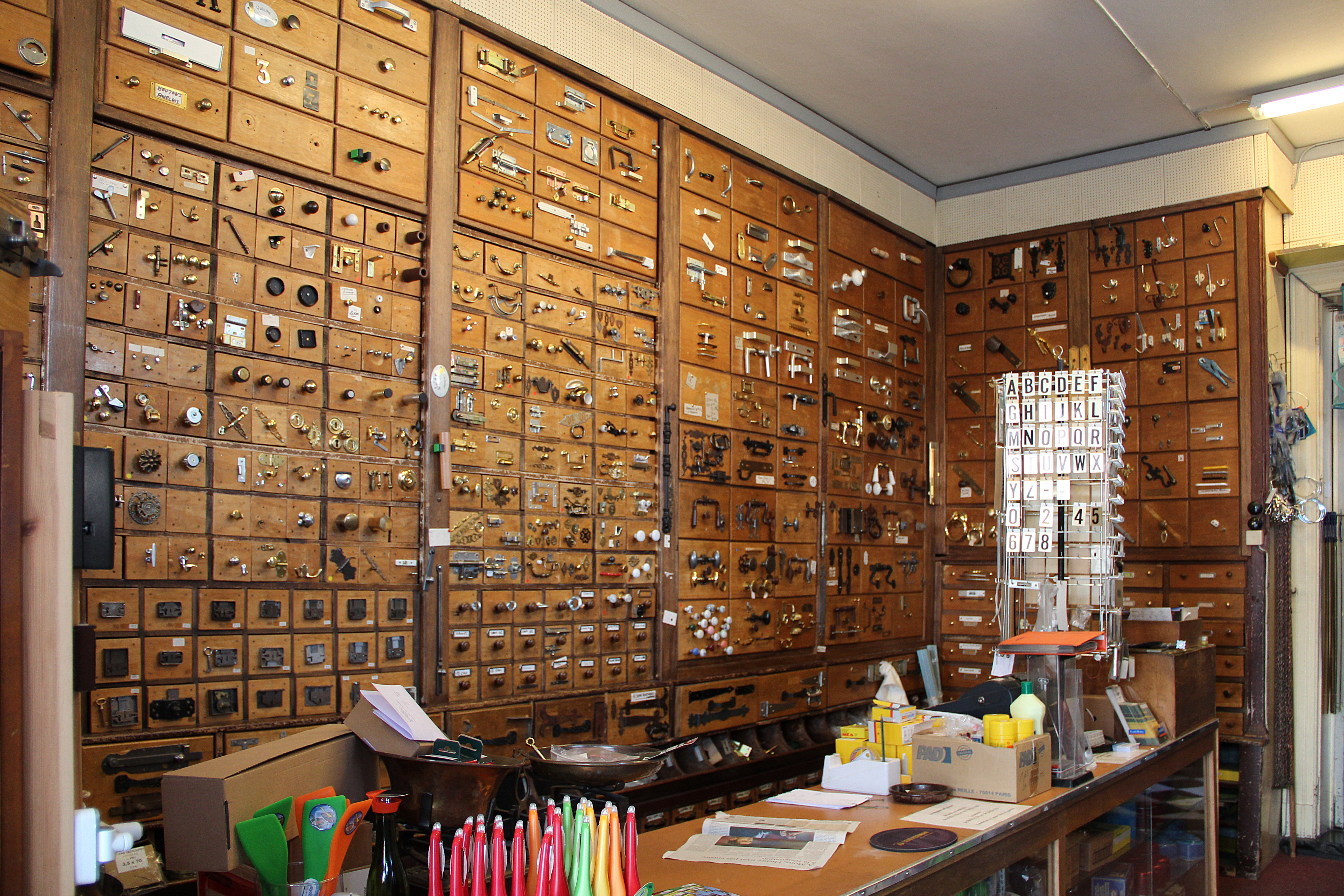
Bên trong một thợ rèn điển hình ở Soignies (Bỉ).

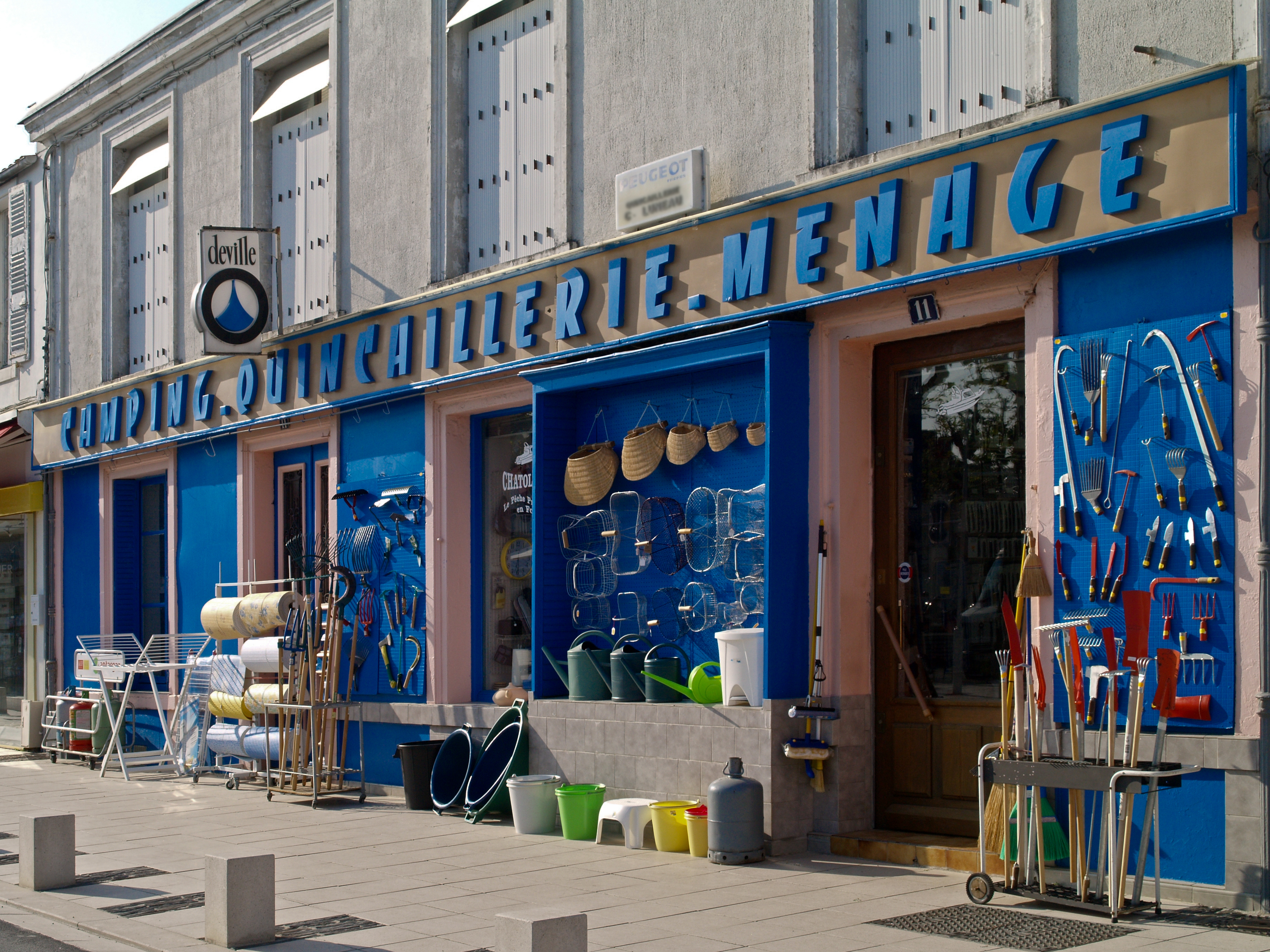
Một cửa hàng đồ sắt ở Pháp, với đồ sắt và hàng tiêu dùng khác.

Cửa hàng đồ sắt ban đầu được đề cập, đầu tiên, để sản xuất đồ sắt và thứ hai, là nơi bán các mặt hàng đó cho nội địa thay vì sử dụng công nghiệp. Trong cả hai bối cảnh, thuật ngữ này đã được mở rộng để bao gồm các mặt hàng làm bằng thép, nhôm, đồng thau hoặc các kim loại khác, cũng như nhựa.
Thuật ngữ người bán đồ sắt (ironmonger) với tư cách là nhà cung cấp hàng tiêu dùng vẫn được sử dụng rộng rãi ở Vương quốc Anh, tương đương với Hoa Kỳ là " cửa hàng phần cứng ".  Nhiều mặt hàng đồ sắt kiến trúc (ví dụ, tay nắm cửa, khóa, bản lề, v.v.) cũng được sản xuất để bán buôn và thương mại trong văn phòng và các tòa nhà khác.

## Lịch sử
Kinh doanh đồ sắt có truyền thống lâu đời, kể từ lần đầu tiên sử dụng kim loại được ghi nhận vào thời trang từ năm 1200 trước Công nguyên, và nghiên cứu sự chuyển động của những hàng hóa đó trên khắp thế giới, thường là ở khoảng cách xa, đã cung cấp những hiểu biết có giá trị xã hội sớm và mô hình giao dịch.
Vào thời Trung cổ, những người thợ kim loại lành nghề đã được đánh giá cao về khả năng tạo ra nhiều thứ, từ vũ khí, công cụ và dụng cụ cho đến các mặt hàng trong nước khiêm tốn hơn, thợ rèn địa phương vẫn là nguồn cung cấp đồ sắt chính cho đến khi Cách mạng Công nghiệp đua vào áp dụng phương thức sản xuất hàng loạt từ cuối thế kỷ 18.  Ở những khu vực sản xuất đồ sắt và đinh, đặc biệt là Quốc gia đen, thợ rèn là nhà sản xuất hoạt động theo hệ thống trong nước, họ đã sản xuất sắt để rèn, thợ làm đinh hoặc công nhân kim loại khác, sau đó tổ chức phân phối sản phẩm hoàn chỉnh cho nhà bán lẻ.
Trong nửa sau của thế kỷ 19, xưởng sắt Victoria đã cung cấp một kho tàng đồ kim loại hấp dẫn, với các danh mục sản xuất công phu cung cấp hàng ngàn đối tượng để đáp ứng mọi nhu cầu, hầu hết tất cả đều tìm cách kết hợp thực tiễn với thiết kế dễ chịu. 

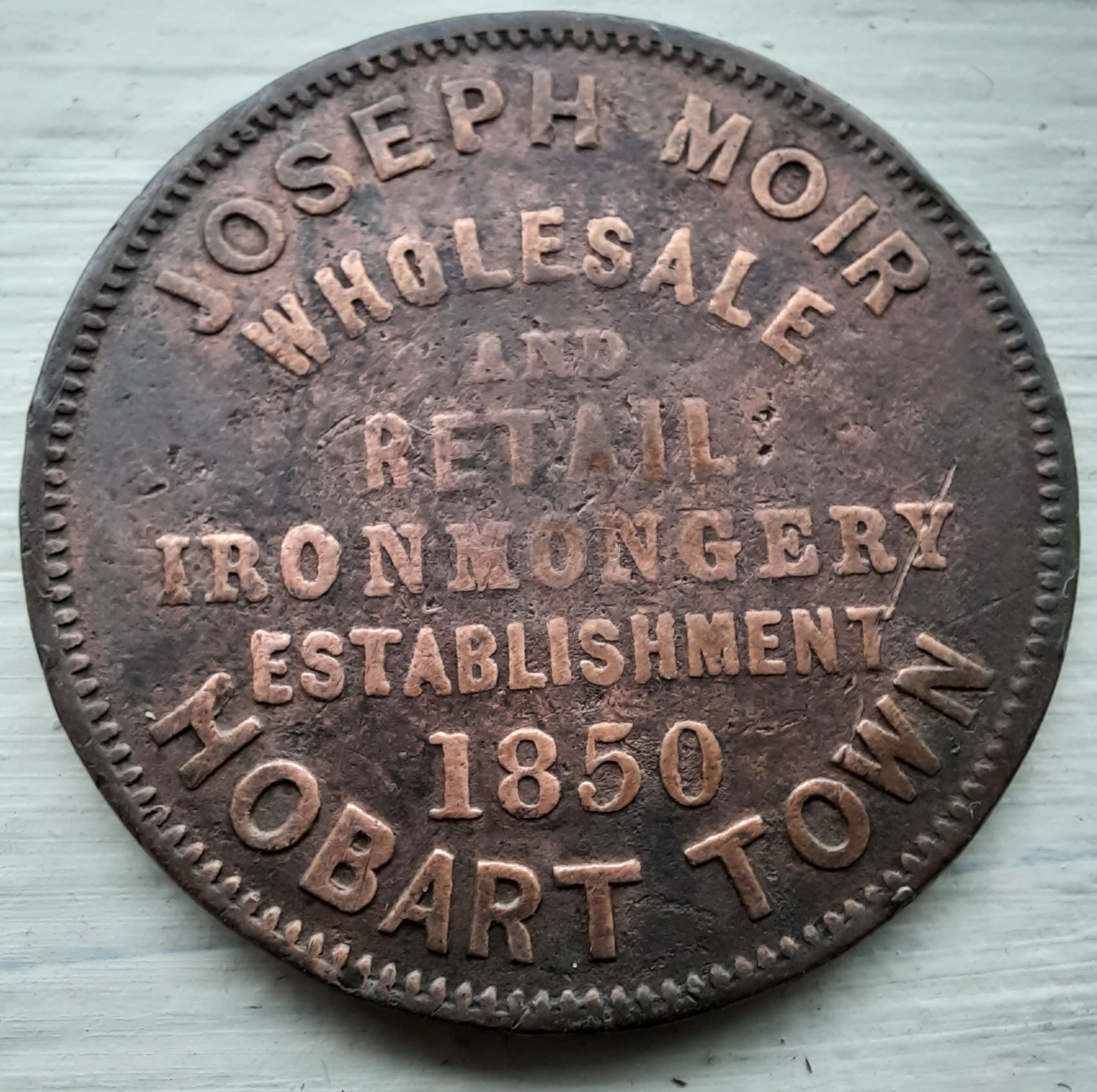
Mặt chính của một xu dấu hiệu của Joseph Moir, quảng cáo "cửa hàng đồ sắt bán buôn và bán lẻ," 1850.

Nửa sau của thế kỷ 20 chứng kiến sự suy thoái liên tục của các cửa hàng đồ sắt. Mặc dù mỗi thị trấn nhỏ ở Anh từng có ít nhất một cửa hàng, nhưng số phận của họ đã phản chiếu điều đó của nhiều quốc gia truyền thống. Số lượng thợ rèn đã giảm đáng kể với sự ra đời của các siêu thị DIY cung cấp đầy đủ các sản phẩm đồ sắt và các sản phẩm liên quan, và gần đây là sự xuất hiện của các danh mục đặt hàng qua thư và nhà cung cấp internet toàn diện.
Tuy nhiên, đã có một sự hồi sinh đồng thời trong vận may của xưởng sắt rèn tay kiểu cũ, với sự quan tâm mạnh mẽ đến việc khôi phục đích thực các ngôi nhà thời kỳ dẫn đến nhu cầu về các mặt hàng như tay nắm cửa sắt truyền thống, tay nắm cửa, tay gõ cửa, tấm thư, ổ khóa, bản lề, móc, phụ kiện tủ và đồ nội thất cửa sổ.  Thậm chí đã được đổi mới việc sử dụng móng tay rèn thợ rèn - móng tay làm bằng tay bốn mặt.  Đây là điển hình của một xu hướng đã chứng kiến sự đánh giá cao hơn của các thiết kế đã vượt qua thử thách của thời gian, cho phép nhà máy luyện sắt rèn tay tìm một ứng dụng rộng hơn nhiều so với sử dụng trong phục hồi tài sản - mặc dù thực tế kết hợp nhà máy sắt truyền thống vào nhà ở đương đại đã được giúp đỡ bằng các kỹ thuật hiện đại triệt để như mạ kẽm và sơn tĩnh điện để ức chế rỉ sét.

## Các cách sử dụng khác của thuật ngữ 'người bán đồ sắt'
Ở một số khu vực, "người bán đồ sắt" cũng là tiếng lóng của một người buôn bán vũ khí, tạo ra nhiều nhân vật hư cấu bằng tên.